# Щербакове (зупинний пункт)
Щербако́ве — пасажирський залізничний зупинний пункт (колишня станція) Шевченківської дирекції Одеської залізниці на вузькоколійній залізниці (ширина — 75 см) Гайворон — Рудниця між станціями Рудниця (13 км) та Бершадь (41 км).
Розташований у селі Городище Піщанського району Вінницької області. Вокзал зараз переробили в житловий будинок. Одразу біля зупинки знаходиться переїзд. Походження назви нез'ясоване. Раніше на станції було три колії.
Зупиняються приміські поїзди (з 14.10.2021 р відновлено одну пару на добу щоденно) сполученням Рудниця — Гайворон.